# Юґа
Ю́ґа (деванагарі: युग) — назва тривалого періоду світової історії в індійській філософії. Всього є чотири юґи, кожна наступна коротша за попередню та характеризується занепадом моралі, посиленням страждань і зростанням невігластва. Разом юґи утворюють махаюґу, з кінцем якої світ гине і історія починається заново.

## Чотири юґи
В індійській космології існує чотири ери: Сатья-юґа (Кріта-юґа), Двапара-юґа, Трета-юґа, і Калі-юґа. За індійською космологією життя у Всесвіті створюється і зникає з періодом від 4,1 до 8,2 млрд років, які складають одну добу Брахми. Впродовж неї цикли юґ повторюються, як пори року. Добробут під час них спирається на правдивість, милосердя, аскетизм і чистоту — «ноги бика дхарми». Разом вони панують тільки на початку циклу, в кожній наступній юзі одна зі складових занепадає, як наслідок занепадає і мораль, зростає страждання і коротшає термін життя людей.
- Сатья-юґа — епоха, в яку бик дхарми стоїть на чотирьох ногах. Це епоха правди, спокою, терпимості та стриманості. Немає поділу на божественних і демонічних істот. Всі люди поклоняються Вішну та його втіленням. Людям доступні всі можливі блага, кожна праця близька до ідеалу та приносить задоволення. Люди народжуються вже з ясним розумом і живуть до 100 тисяч років. Усі рівні між собою, здорові та прекрасні. Сатья-юґа триває 1,728 мільйона земних років (4800 років девів, вчетверо довше Калі-юґи)[1];
- Трета-юґа — епоха, в якій бик дхарми стоїть на трьох ногах. З'являється невдоволеність, брехня, жорстокість і чвари. Проте більшість людей все ще благочесні. Виникають касти суспільства. Люди живуть до 10 тисяч років. Триває 1,296 мільйона земних років (3600 років девів, втроє довше Калі-юґи)[2];
- Двапара-юґа — епоха, в якій бик дхарми стоїть на двох ногах. Виникає честолюбство і марнославство, людство потерпає від незгоди та війн, пристрастей і нерівності. В той час як одні дуже щасливі, інші зазнають горя. Люди живуть по тисячі років. Триває 864 тисяч земних років (2400 років девів, вдвічі довше Калі-юґи)[3];
- Калі-юґа — теперішня епоха, в якій у бика дхарми залишилася лише одна опора. Благочестя майже зникає, люди перестають вірити в духовний світ, занепадає мораль, панує невігластво, обман, гординя, жадоба і ненависть. Виникають численні лжепророки, шарлатани та самозванці, котрі проголошують себе вчителями для задоволення власних пристрастей. Заповіді виконуються лише задля марнославства. Термін життя зменшується до щонайбільше 100 років. Триває 432 тисячі земних років (1200 років девів). Що ближче до кінця Калі-юґи, то дрібнішими ставатимуть всі істоти, природа марнітиме. Епоха закінчується, коли Вішну знищує світ в образі Калкі та створює його заново, після чого починається Сатья-юґа наступного циклу[4].

Всі чотири юґи складають махаюґу або дівйа-юґу — 4,32 млн земних років (12000 років девів).

## Датування

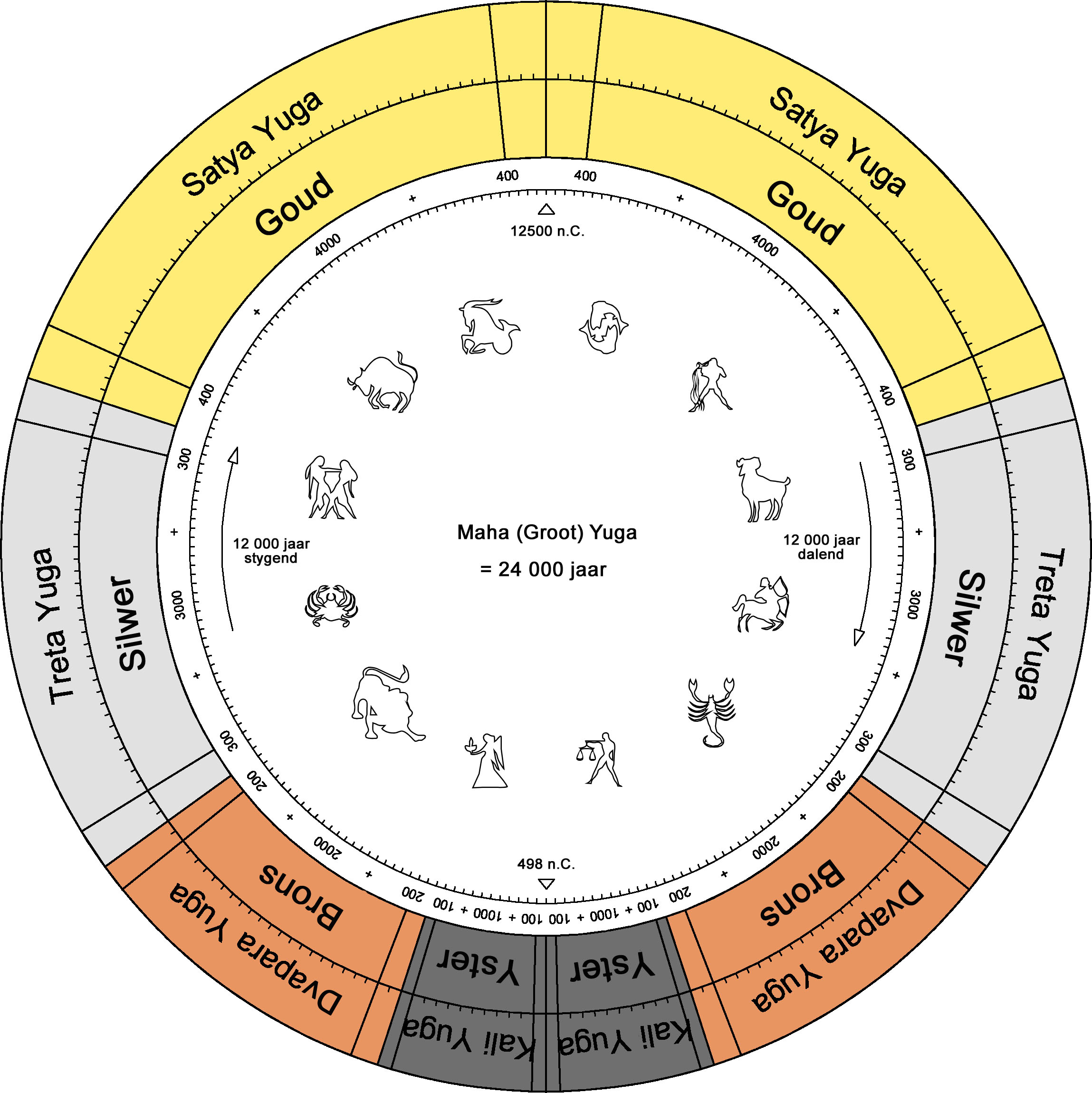
Юґи у зв'язку з зодіаком за Шрі Юктешваром

Поширена думка, що сучасна юґа (Калі-юґа), почалася у 3102 році до н. е. після того як Шрі Крішна покинув світ. Проте астролог Свамі Шрі Юктешвар Гірі стверджував, що це датування помилкове і виникло близько 700 року до н. е. Магараджа Юдхіштхіра, вирушивши в усамітнення, не лишив матеріалів про літочислення і до Калі-юґи було додано ще 2400 років Двапара-юґи. Справжня Калі-юґа завершилася після 499 року н. е., коли Сонце пройшло сузір'я Терезів, у якому знаходилася точка рівнодення. Після цього юґи ідуть у зворотному порядку, таким чином зараз триває Двапара-юґа, про що свідчить науково-технічний прогрес і зростання рівня життя. Для пояснення розбіжності між тривалістю юґи та положенням Сонця земні роки було замінено роками девів. 